# McCallsburg, Iowa
McCallsburg là một thành phố thuộc quận Story, tiểu bang Iowa, Hoa Kỳ. Năm 2010, dân số của thành phố này là 333 người.

## Dân số
Dân số qua các năm:
- Năm 2000: 318 người.
- Năm 2010: 333 người.